# All the Young Dudes
"All the Young Dudes" es una canción escrita por David Bowie, grabada originalmente y lanzada como sencillo por Mott the Hoople en 1972.
En 2004, la revista Rolling Stone colocó a "All the Young Dudes" en el puesto número 253 en su lista de las "500 canciones más grandes de todos los tiempos".

## Música y letra
Considerada uno de los himnos del glam rock, la canción se originó a partir de que Bowie entrara en contacto con el bajista de Mott the Hoople, Peter Watts, cuando la banda estaba a punto de separarse debido a su falta de éxito comercial.
Cuando Mott rechazó su primera oferta de una composición, "Suffragette City" (del álbum "The Rise and Fall of Ziggy Stardust and the Spiders From Mars"), Bowie escribió "All the Young Dudes" sentado en el suelo de una habitación en Regent Street, Londres, frente al cantante de la banda, Ian Hunter.
Bowie aclaró en una ocasión que la canción no fue pensada para ser un himno del glam, sino que cargaba con mensajes sobre el apocalipsis. Según una entrevista que David dio a la revista Rolling Stone en 1973, los muchachos de la canción llevan la misma noticia que en la canción "Five Years" de Ziggy Stardust: un mensaje de que a la Tierra sólo le quedaban cinco años de vida. ""All the Young Dudes" es una canción acerca de esta noticia. No es un himno a la juventud, como se pensaba. Es todo lo contrario."

## Personal
- Verden Allen – órgano, coros
- David Bowie – saxofón
- Dale "Buffin" Griffin – batería
- Ian Hunter – guitarra, piano, teclados, voz principal
- Mick Ralphs – guitarra, coros
- Mick Ronson – cuerdas, vientos
- Pete "Overend" Watts – bajo

## Versiones
"All the Young Dudes" ha sido versionada por varios artistas, incluyendo a Bruce Dickinson en su álbum Tattooed Millionaire (también lanzado como sencillo), Ringo Starr, Ozzy Osbourne, Billy Bragg, Mick Ronson, Rolf Harris, Massive Attack, The Smashing Pumpkins (en vivo, con Bowie), Cyndi Lauper, Judas Priest (en vivo), The New Standards, The Church, Jimmy Barnes, Ian Hunter (solo), Matthew Sweet & Susanna Hoffs (dúo), y John Frusciante & Wavegroup para el videojuego Guitar Hero: Aerosmith, entre otros. El año 2024 fue versionada por Pet Shop Boys junto a BBC Concert Orchestra.
- Datos: Q2481971